# جنکینس (کنتاکی)
جنکینس (به انگلیسی: Jenkins) شهری در ایالت کنتاکی کشور ایالات متحده آمریکا است که جمعیت آن در سرشماری سال ۲۰۱۰ میلادی، ۲٬۲۰۳ نفر بوده‌است.